# Barcella, pobles de la Mariola
|  | Aquest article fa referència a la revista de Banyeres de Mariola. Per a altres significats vegeu Barcella. |

Barcella és una revista d'informació general editada pel Col·lectiu Serrella de Banyeres de Mariola (Alcoià) que s'edita amb una periodicitat quadrimestral. L'edició digital està disponible a la xarxa de manera gratuïta un mes després que aparega l'edició en paper als quioscs. Va ser fundada l'any 1997 i han publicat a les seues pàgines més de dos-cents col·laboradors, com ara Josep Guia, Pau Alabajos, Vicent Partal, Núria Cadenas o Eliseu Climent. La revista és membre de l'Associació de Publicacions Periòdiques Valencianes, junt amb unes quaranta publicacions més.
L'1 de juny de 2002 es va commemorar el 5é aniversari de la revista Barcella a la Casa de Cultura de Banyeres de Mariola, amb la celebració d'una taula redona on van participar periodistes de les comarques de l'Alcoià i de la Vall d'Albaida. L'any 2012 va celebrar el seu quinzé aniversari.
El Col·lectiu Serrella és una associació fundada el 1995 a Banyeres de Mariola que defensa el patrimoni cultural i arquitectònic de les comarques centrals valencianes, així com l'activisme ecològic per evitar projectes que impacten negativament sobre el territori, com ara centrals eòliques, línies elèctriques, centrals tèrmiques o urbanitzacions amb camps de golf.